# Corde Oblique
Corde Oblique est un groupe italien de néofolk.

## Histoire
« Quand j'ai commencé à écrire de la musique, je ne savais pas qu'il existait un courant néofolk ethereal, ni qu'il s'appelait ainsi, j'ai envoyé une bande démo en Angleterre et le label World Serpent nous a mis sous contrat, c'était en 1999 » (Riccardo Prencipe).
En 1999, Riccardo commence à arranger et à enregistrer des chansons écrites dans sa jeunesse. L'ensemble se compose d'un violon, d'un synthétiseur et d'une guitare. Les thèmes musicaux sont fortement néo-gothiques et dark wave, c'est le début de Lupercalia. Le label discographique londonien World Serpent (Current 93, Nurse With Wound, Anthony and the Johnsons, Death in June, Sol invictus, Coil et bien d'autres) l'a écrit en 1999.
Après ses premiers concerts en Hollande avec Qntal et d'autres artistes de la scène gothique des années 1990, Riccardo entame sa carrière solo avec son groupe, Corde Oblique est né. Nombreux concerts depuis 2008 : Paris et Clisson (France), Rome, Huy (Belgique), Leipzig et Nordhofen (Allemagne), Florence, Bergame, Milan, Cologne (Italie), Berlin (Allemagne), Vlora (Albanie), au festival du film de Giffoni et, en 2015, la tournée en Chine.
Le groupe est formé en 2005 de l'esprit de Riccardo Prencipe, guitariste du groupe et auteur des paroles et de la musique, ainsi que d'un doctorat en histoire de l'art. Le groupe se produit dans des festivals, des fêtes et des tournées, notamment en : Allemagne, Chine, Europe et Italie.
La genèse créative du répertoire du groupe dirigé par Riccardo Prencipe est certainement l'histoire de l'art italien, les lieux et l'époque qui façonnent son apparition. Le groupe compte un total de sept albums à son actif, en plus des deux premiers sortis depuis 1999 dans le cadre du projet Lupercalia. Les albums du groupe sont produits et distribués en Europe et dans le reste du monde par des labels discographiques allemands, français, italiens, chinois, portugais, anglais et russes.
En 2005, Riccardo Prencipe commence sa carrière solo et change le nom de l'ensemble en « Corde Oblique », ressentant le besoin de s'ouvrir à de nouvelles collaborations avec de multiples voix et musiciens. Ce nom a deux origines : Cordae Oblique est le nom d'un ancien instrument de musique romain et, en outre, lorsque la guitare est cordée dans le style classique, en posant le pied sur un tabouret, les cordes prennent une position « oblique ».
En décembre 2015, le groupe effectue une tournée de neuf concerts en Chine, « le premier groupe italien du circuit underground à tourner aussi longtemps dans un pays qui s'ouvre de plus en plus au monde occidental »,.
En 2018, le groupe retourne se produire en Chine, au 2018 Nanshan Pop Music Festival à Shenzhen, une ville de la province de Guangdong, dans le sud de la Chine continentale. Le groupe se produit au Nanshan Recreation and Sports Theatre, une installation futuriste de plus de 1 400 places située dans le centre-ville. Ils jouent donc également le 13 décembre 2018 à Shanghai.

## Discographie
- 1999 : Les Nuits des Samain (démo) (sous le nom de Lupercalia)
- 2000 : Soehrimnir (World Serpent Distribution) (sous le nom de Lupercalia)
- 2004 : Florilegium (Equilibrium Music/Audioglobe) (sous le nom de Lupercalia)
- 2005 : Respiri (ARK records/Masterpiece)
- 2007 : Volontà d'arte (Prikosnovenie/Audioglobe)
- 2009 : The Stones of Naples (Prikosnovenie/Audioglobe)
- 2011 : A Hail of Bitter Almond (Prikosnovénie/Audioglobe)
- 2013 : Per le Strade Ripetute (Prikosnovénie/Audioglobe)
- 2016 : I Maestri del Colore (Infinite Fog/Audioglobe)
- 2018 : Back through the Liquid Mirror (Dark Vinyl/Audioglobe)
- 2020 : The Moon is a Dry Bone (Dark Vinyl/Audioglobe)